# Хејзин (Северна Дакота)
Хејзин (енгл. Hazen) град је у америчкој савезној држави Северна Дакота.

## Демографија
По попису из 2010. године број становника је 2.411, што је 46 (-1,9%) становника мање него 2000. године.
| Група             | 2000.         | 2010.         |
| Белци             | 2.378 (96,8%) | 2.310 (95,8%) |
| Афроамериканци    | 3 (0,1%)      | 9 (0,4%)      |
| Азијати           | 7 (0,3%)      | 7 (0,3%)      |
| Хиспаноамериканци | 9 (0,4%)      | 30 (1,2%)     |
| Укупно            | 2.457         | 2.411         |